# Syberia: The World Before
Syberia: The World Before(укр. Сибірія: Пам'ять минулого) — пригодницька гра у жанрі квест, четверта частина культової серії ігор Бенуа Сокаля. Розроблена компаніями Koalabs та Microids.

## Сюжет гри
Сюжет ділиться на два часові проміжки. В одному з них героїнею виступає Кейт Вокер — після завершення подій третьої частини, її ув'язнюють у підземних сольових шахтах на початку 2000-х років (точніше — 2003). В іншому ж героїнею виступає Дана Роуз — талановита та здібна піаністка на зламі 1930-х років, саме перед війною, родом з вигаданого міста Вагена, столиці Остерталя. Вона закінчує музичну академію, і грає «Гімн Вагена» як свій випускний екзамен на спільному святі.
Однак, загальну атмосферу свята пригнічує підвищена активність місцевої нацистської організації «Коричневі тіні» стосовно вагеран, до яких відноситься Дана та її родина.

## Розробка
Гра була анонсована компанією Microids 19 серпня 2019 року.
8 жовтня 2020 року розробники випустили загальнодоступний пролог гри.
28 травня 2021 року, через тяжку хворобу помер автор гри Бенуа Сокаль. В останні місяці свого життя він продовжував працювати над розробкою гри з двома студіями.
19 серпня 2021 року вийшов трейлер гри — реліз був запланований на 10 грудня 2021 року.
6 грудня 2021 року реліз був перенесений на початок 2022 року.
21 січня 2022 року Microids анонсували реліз гри 18 березня 2022 року.